# 戴维-斯图尔森方程组
戴维-斯图尔森方程组(Davey–Stewartson equation)是Davey、Stewartson在1974年用以模拟水面波包传播的非线性偏微分方程：
{\displaystyle iu_{t}+c_{0}u_{xx}+u_{yy}=c_{1}|u|^{2}u+c_{2}u\phi _{x},\,}
{\displaystyle \phi _{xx}+c_{3}\phi _{yy}=(|u|^{2})_{x}.\,}

## 行波解
{\displaystyle u(x,y,t)=0,v(x,y)=_{C}6+_{C}7*cot(_{C}2+_{C}3*x-_{C}3*y/{\sqrt {(}}-_{C}1)+_{C}5*t)}
{\displaystyle u(x,y,t)=0,v(x,y)=_{C}6+_{C}7*coth(_{C}2+_{C}3*x-_{C}3*y/{\sqrt {(}}-_{C}1)+_{C}5*t)}
{\displaystyle u(x,y,t)=0,v(x,y)=_{C}6+_{C}7*tan(_{C}2+_{C}3*x-_{C}3*y/{\sqrt {(}}-_{C}1)+_{C}5*t)}
{\displaystyle u(x,y,t)=0,v(x,y)=_{C}6+_{C}7*tanh(_{C}2+_{C}3*x+_{C}3*y/{\sqrt {(}}-_{C}1)+_{C}5*t)}
{\displaystyle u(x,y,t)=0,v(x,y)=_{C}6+_{C}7*arcsinh(_{C}2+_{C}3*x-_{C}3*y/{\sqrt {(}}-_{C}1)+_{C}5*t)+_{C}8*arcsinh(_{C}2+_{C}3*x-_{C}3*y/{\sqrt {(}}-_{C}1)+_{C}5*t)^{2}}
{\displaystyle u(x,y,t)=0,v(x,y)=_{C}6+_{C}7*cos(_{C}2+_{C}3*x-_{C}3*y/{\sqrt {(}}-_{C}1)+_{C}5*t)+_{C}8*cos(_{C}2+_{C}3*x-_{C}3*y/{\sqrt {(}}-_{C}1)+_{C}5*t)^{2}}
{\displaystyle u(x,y,t)=0,v(x,y)=_{C}6+_{C}7*cosh(_{C}2+_{C}3*x-_{C}3*y/{\sqrt {(}}-_{C}1)+_{C}5*t)+_{C}8*cosh(_{C}2+_{C}3*x-_{C}3*y/{\sqrt {(}}-_{C}1)+_{C}5*t)^{2}}
{\displaystyle u(x,y,t)=0,v(x,y)=_{C}6+_{C}7*cot(_{C}2+_{C}3*x-_{C}3*y/{\sqrt {(}}-_{C}1)+_{C}5*t)+_{C}9*cot(_{C}2+_{C}3*x-_{C}3*y/{\sqrt {(}}-_{C}1)+_{C}5*t)^{3}}
{\displaystyle u(x,y,t)=0,v(x,y)=_{C}7+_{C}8*JacobiCN(_{C}3+_{C}4*x-_{C}4*y/{\sqrt {(}}-_{C}1)+_{C}6*t,_{C}2)+_{C}10*JacobiCN(_{C}3+_{C}4*x-_{C}4*y/{\sqrt {(}}-_{C}1)+_{C}6*t,_{C}2)^{3}}
{\displaystyle {u(x,y,t)=0,v(x,y)=_{C}7+_{C}8*JacobiDN(_{C}3+_{C}4*x-_{C}4*y/{\sqrt {(}}-_{C}1)+_{C}6*t,_{C}2)+_{C}10*JacobiDN(_{C}3+_{C}4*x-_{C}4*y/{\sqrt {(}}-_{C}1)+_{C}6*t,_{C}2)^{3}}}
{\displaystyle u(x,y,t)=0,v(x,y)=_{C}7+_{C}8*JacobiND(_{C}3+_{C}4*x-_{C}4*y/{\sqrt {(}}-_{C}1)+_{C}6*t,_{C}2)+_{C}10*JacobiND(_{C}3+_{C}4*x-_{C}4*y/{\sqrt {(}}-_{C}1)+_{C}6*t,_{C}2)^{3}}
{\displaystyle u(x,y,t)=0,v(x,y)=_{C}7+_{C}8*JacobiNS(_{C}3+_{C}4*x+_{C}4*y/{\sqrt {(}}-_{C}1)+_{C}6*t,_{C}2)+_{C}10*JacobiNS(_{C}3+_{C}4*x+_{C}4*y/{\sqrt {(}}-_{C}1)+_{C}6*t,_{C}2)^{3}}

## 行波图
|  |  |  |  |

|  |  |  |  |

|  |  |  |  |

|  |  |  |  |

|  |  |  |  |

|  |  |  |  |

|  |  |